# ITV Border
ITV Border (anteriormente chamada de Border Television) é uma estação de televisão do Reino Unido.